# 石川真佑
石川真佑（日语：／ Mayu Ishikawa，2000年5月14日—）為日本女子排球選手，現任日本女排隊長，其兄長為日本男子排球選手石川祐希。
2017年入選日本國家女子排球隊，是主攻手之一。目前效力于諾瓦拉女排俱樂部。她曾是日本女排U18和U20国家队的队长，亦代表日本参加了2020年夏季奧林匹克運動會女子排球比賽。 

## 个人生活
石川真佑有一姐一兄，哥哥石川祐希是日本國家男子排球隊隊長。她在兄姐的激励下开始打排球，並時常跟哥哥交換對排球技巧的見解。 

## 职业生涯
石川生於愛知縣岡崎市，小學三年級時受兄姊影響開始打排球。
2017年3月，真佑首次成为日本18岁以下国家女子排球队的一员，并担任队长参加2017年亚洲U18女子排球锦标赛，帶領日本队夺冠。 
2021年代表國家隊參加東京奧運，可惜在小組賽未能出線，止步12強。2022年順利入選日本女排國家隊。2022–2023賽季，石川以單季735分的得分打破上一個賽季由久光prings所屬的井上愛里沙創下單季日本球員的最高得分紀錄，其所屬球隊東麗箭於聯賽的冠軍賽中敗於NEC紅火箭屈居亞軍，石川個人則獲得敢鬥獎。
2023年4月25日，東麗箭宣布石川將於同月30日離開俱樂部。於2023-24賽季轉會至義大利女子甲組排球聯賽（Serie A1）並加盟Il Bisonte Firenze球隊。2024年5月11日，石川宣布加盟義甲聯賽的另一支球隊諾瓦拉女排俱樂部，與球隊簽定兩年的合約。

## 所屬球隊
- 下北澤成德高校 (2016-2019)
- 東麗箭 (2019–2023)
- Il Bisonte Firenze（英语：Azzurra Volley San Casciano） (2023–2024)
- 諾瓦拉女排俱樂部 (2024–2026)

## 榮譽

### 高中
- 2016–17 全日本高等學校锦标赛 -  冠军
- 2017–18 全日本高等學校锦标赛 -  季軍

### 俱樂部
- 2018–19 V聯賽 -  亚军，所屬隊東麗箭
- 2018–19 黑鷲旗錦標賽 -  冠军，所屬隊東麗箭
- 2020–21 V聯賽 -  亚军，所屬隊東麗箭
- 2020–21 第十四屆天皇杯·皇后杯全日本排球選手權大會 -  亚军，所屬隊東麗箭

### 国家队
- 2017年：亞洲女子排球U18錦標賽 -  冠軍
- 2019年：世界青年女子排球錦標賽 -  冠軍
- 2019年：亞洲女子排球錦標賽 -  冠軍

### 個人獎項
- 2018–2019 全日本高等學校锦标赛 - 最佳主攻手[14]
- 2019年：世界青年女子排球錦標賽 - 最佳主攻手[15]
- 2019年：世界青年女子排球錦標賽 - 最有价值球员[16]
- 2019年：亞洲女子排球錦標賽 - 最有价值球员[17]
- 2019年：亞洲女子排球錦標賽 - 最佳主攻手[18]
- 2023年：V聯賽 - 敢鬥獎、Best 6、V聯賽日本紀錄獎[7]

## 外部連結
- 个人资料球员 - 日本 - FIVB 女子 U20 世界锦标赛 2019 年 （页面存档备份，存于）在FIVB.org
- 中国和韩国撃破の立役者·石川真佑にVNL公式サイトが注目！「高みを目指すた （页面存档备份，存于）め欠かせない存在だ」【女子バレー】在yahoo.co.jp
- 石川真佑と黒后爱。女子バレーの若きエースが攻守両面で见せる进化 （页面存档备份，存于）at sportiva.shueisha.co.jp
- 优胜は逃したが…东レ女子“21连胜の立役者”石川真佑20歳の「頼もし」成长ぶり2つのたできたワケ （页面存档备份，存于）at number.bunshun.jp
- 东レアローズ石川真佑学生のタテヨココネクションat getsuvolley.com
- 球员焦点：Mayu Ishikawa - 周三 （页面存档备份，存于）在volleyballworld.com 对阵中国队的比赛中，日本队的最佳射手
- 排球兄弟可以等待，因为日本的 Mayu Ishikawa （页面存档备份，存于）在路透社专注于比赛